# San Juan (Santianes de Pravia)

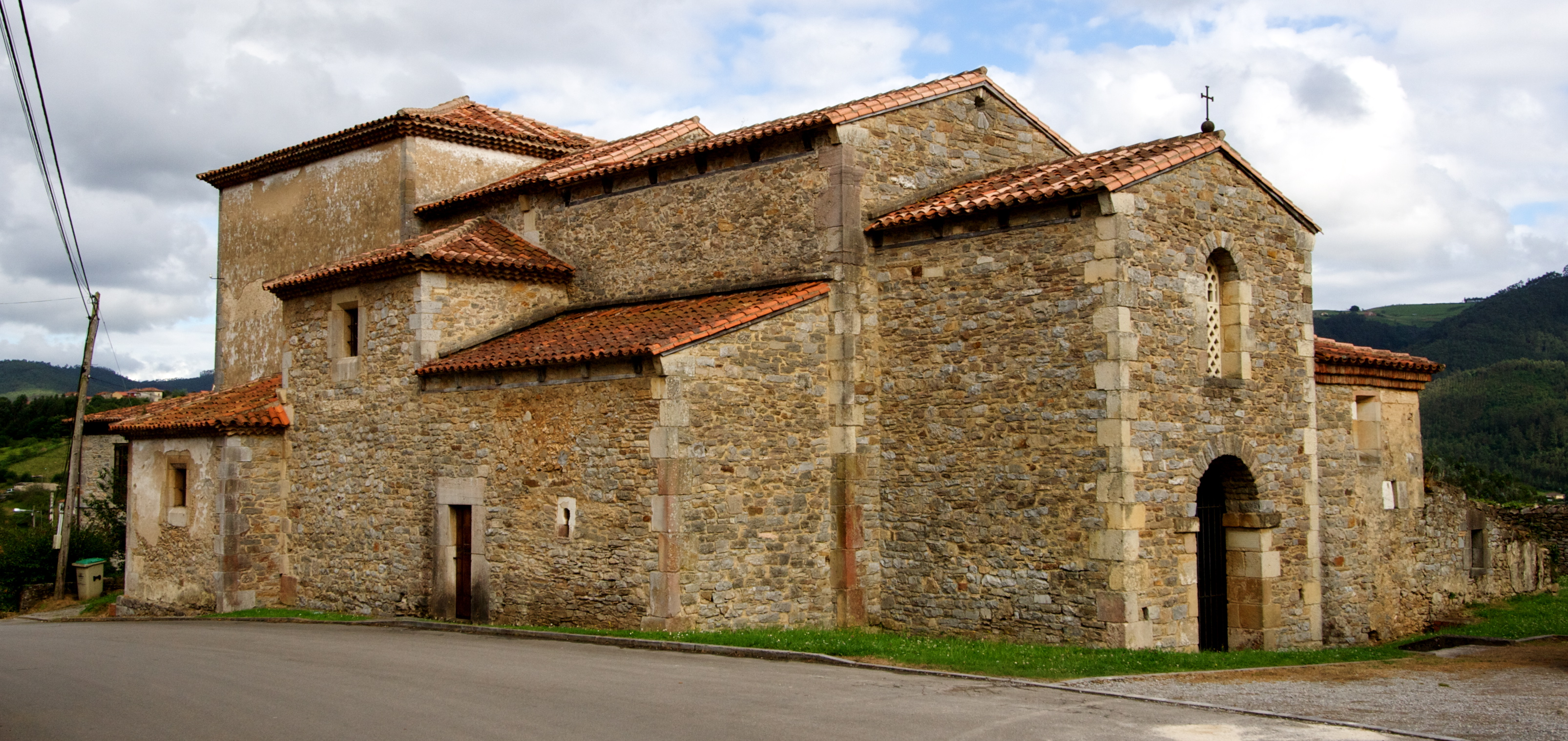
Kirche San Juan

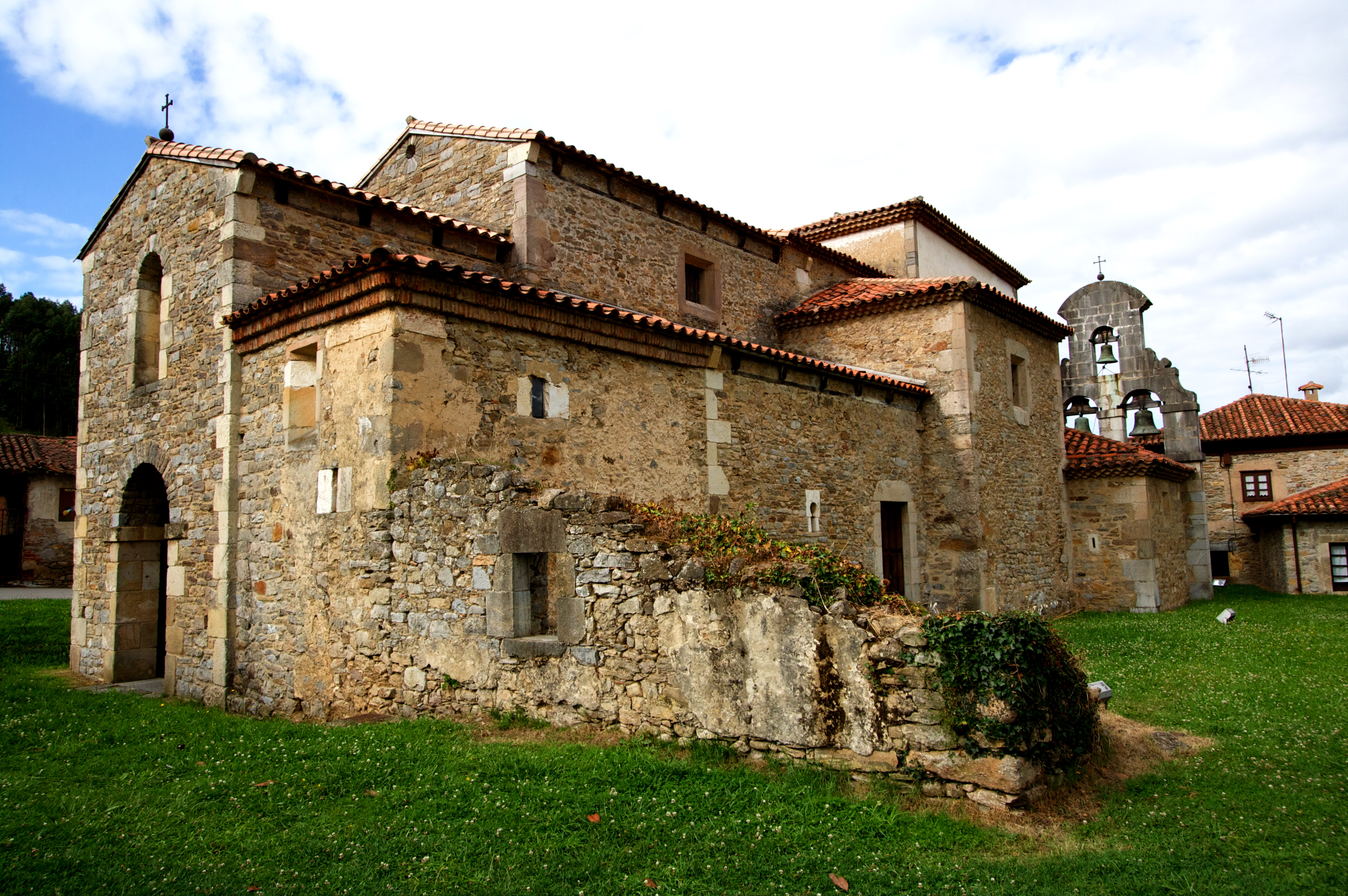
Ansicht von Südwesten

Die Kirche San Juan in Santianes, einem Weiler der Gemeinde Pravia, ungefähr 45 Kilometer nordwestlich von Oviedo, der Hauptstadt der autonomen Gemeinschaft Asturien im Nordwesten Spaniens, ist die älteste noch erhaltene präromanische Kirche des ehemaligen asturischen Königreiches. 1931 wurde die Kirche zum Monumento Nacional (Bien de Interés Cultural) erklärt.

## Geschichte
Die sowohl dem Apostel als auch dem Evangelisten Johannes geweihte Kirche wurde unter dem asturischen König Silo (774–783) errichtet. Wie die Crónica Albeldense berichtet, verlegte dieser seinen Hof von Cangas de Onís nach Pravia, dem römischen Flavium Avia, einem Kreuzungspunkt von Römerstraßen. Die dort erbaute Kirche sollte für das nach der arabischen Eroberung der iberischen Halbinsel christlich gebliebene Spanien eine ähnliche Bedeutung haben wie der wenige Jahre später entstandene erste Bau der Großen Moschee von Córdoba (Mezquita de Córdoba) für das maurische Spanien.

## Architektur

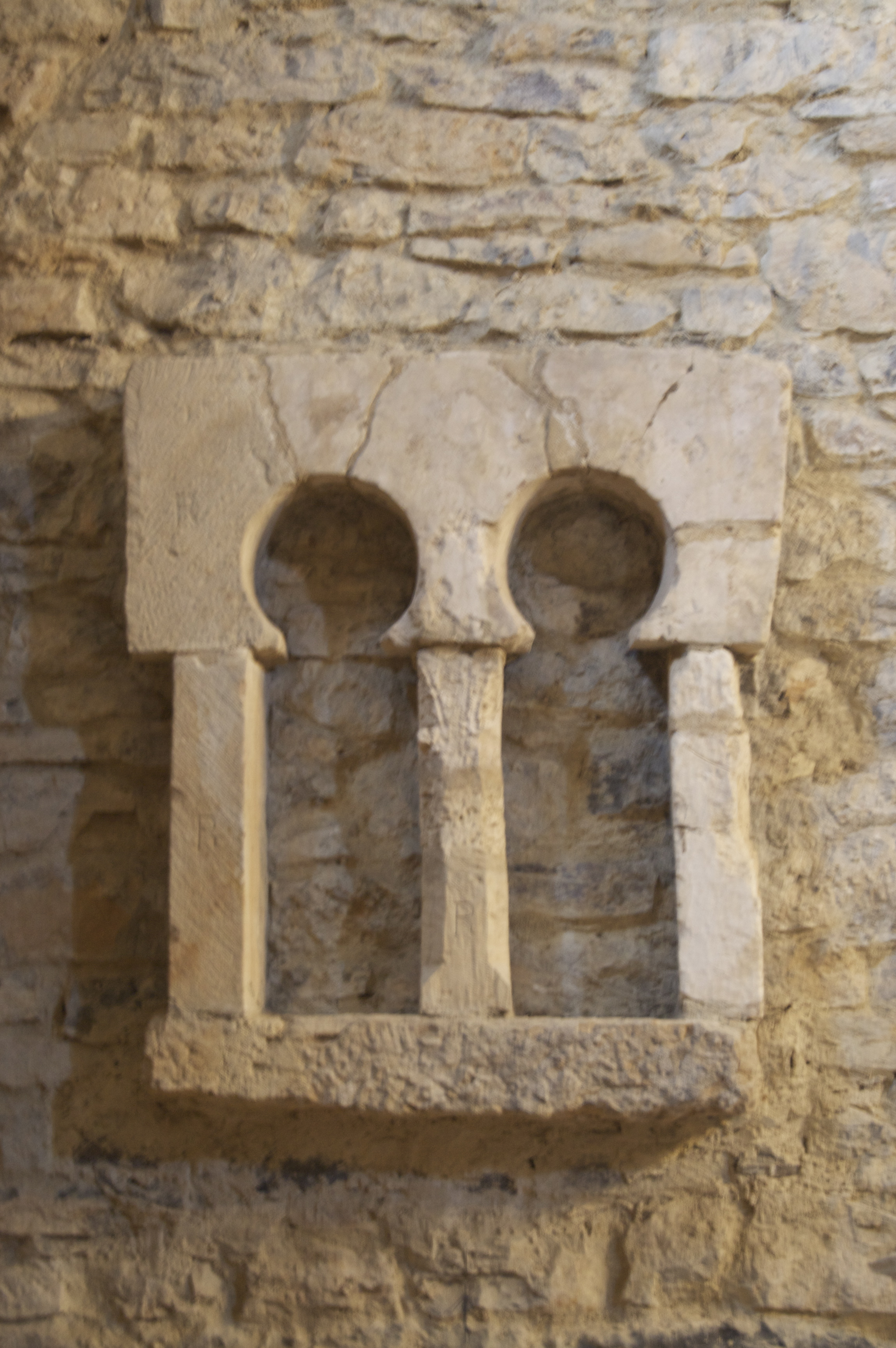
Zwillingsfenster

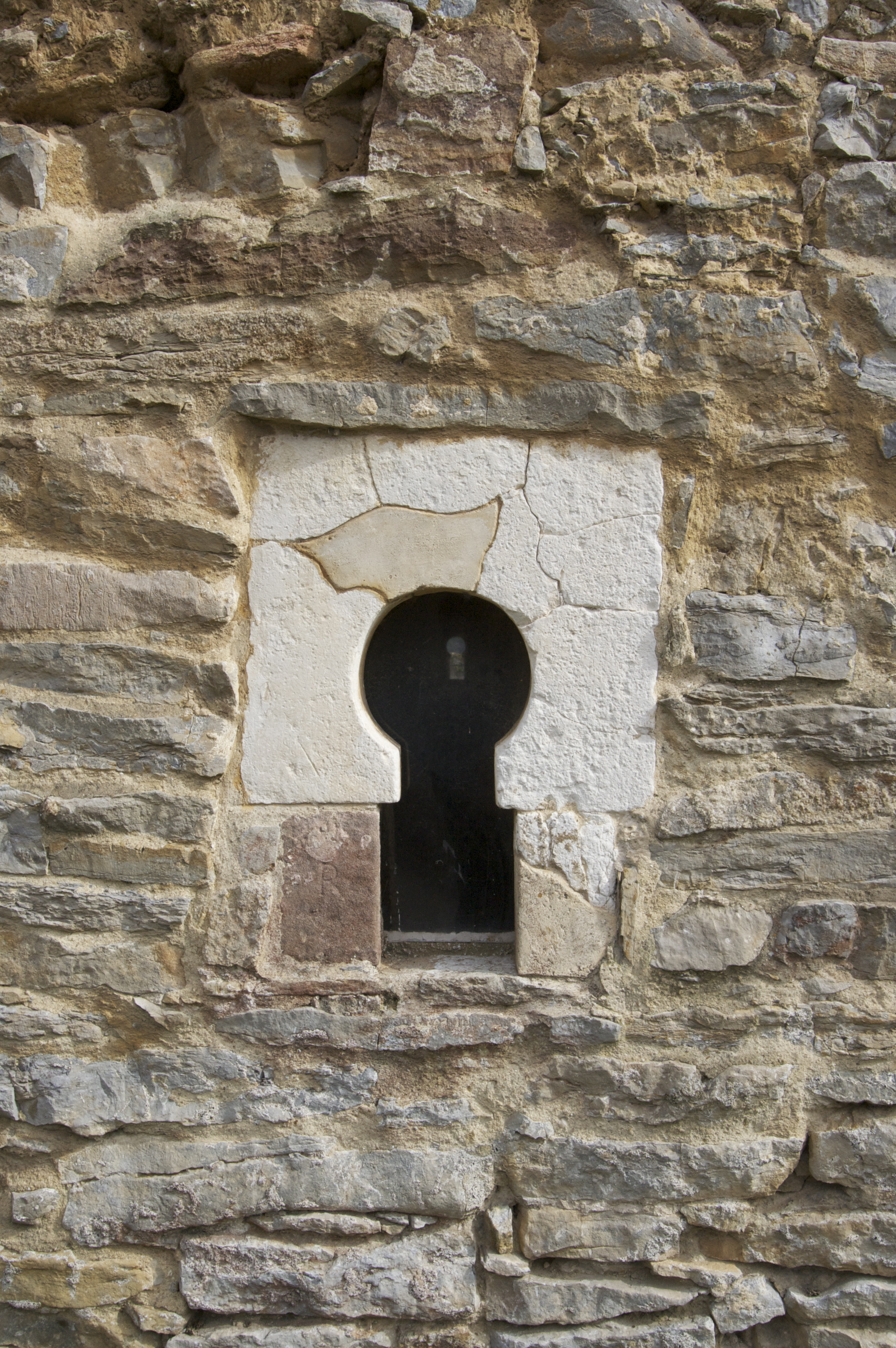
Fenster in Schlüssellochform

Santianes de Pravia ist eine dreischiffige, holzgedeckte Pfeilerbasilika. Hauptschiff und Seitenschiffe werden durch aus Ziegel errichteten Rundbogenarkaden getrennt, die auf quadratischen Pfeilern mit Kämpferkapitellen ruhen. Das Langhaus besitzt nur zwei Joche. Mit dem sich anschließenden, dreigeteilten Querhaus bildet es ein Quadrat. Im Osten öffnet sich eine halbkreisförmige Apsis. Sowohl die Anlage als Einzelapsis als auch ihre halbrunde Form ist ungewöhnlich und weicht von den rechtwinkligen Dreierapsiden der anderen präromanischen Kirchen Asturiens ab. Auf der Westseite befindet sich eine quadratische Eingangsvorhalle. Die Wände bestehen aus roh behauenen, mit Mörtel verfugten Steinen. Im Inneren haben sich auf dem Putz noch Reste der ursprünglichen Wandmalerei erhalten.

## Fenster
An der Südfassade ist ein Fenster in Form eines Schlüsselloches erhalten, das in das 10. Jahrhundert datiert und mozarabischem Einfluss zugeschrieben wird. Dabei ist ein eng geschlossener Hufeisenbogen in eine weiße Kalksteinplatte eingeschnitten, die auf zwei Pfeilern aufliegt. Ein ähnlich gestaltetes Zwillingsfenster ist an einer Wand im nördlichen Seitenschiff angebracht.

## Taufbecken

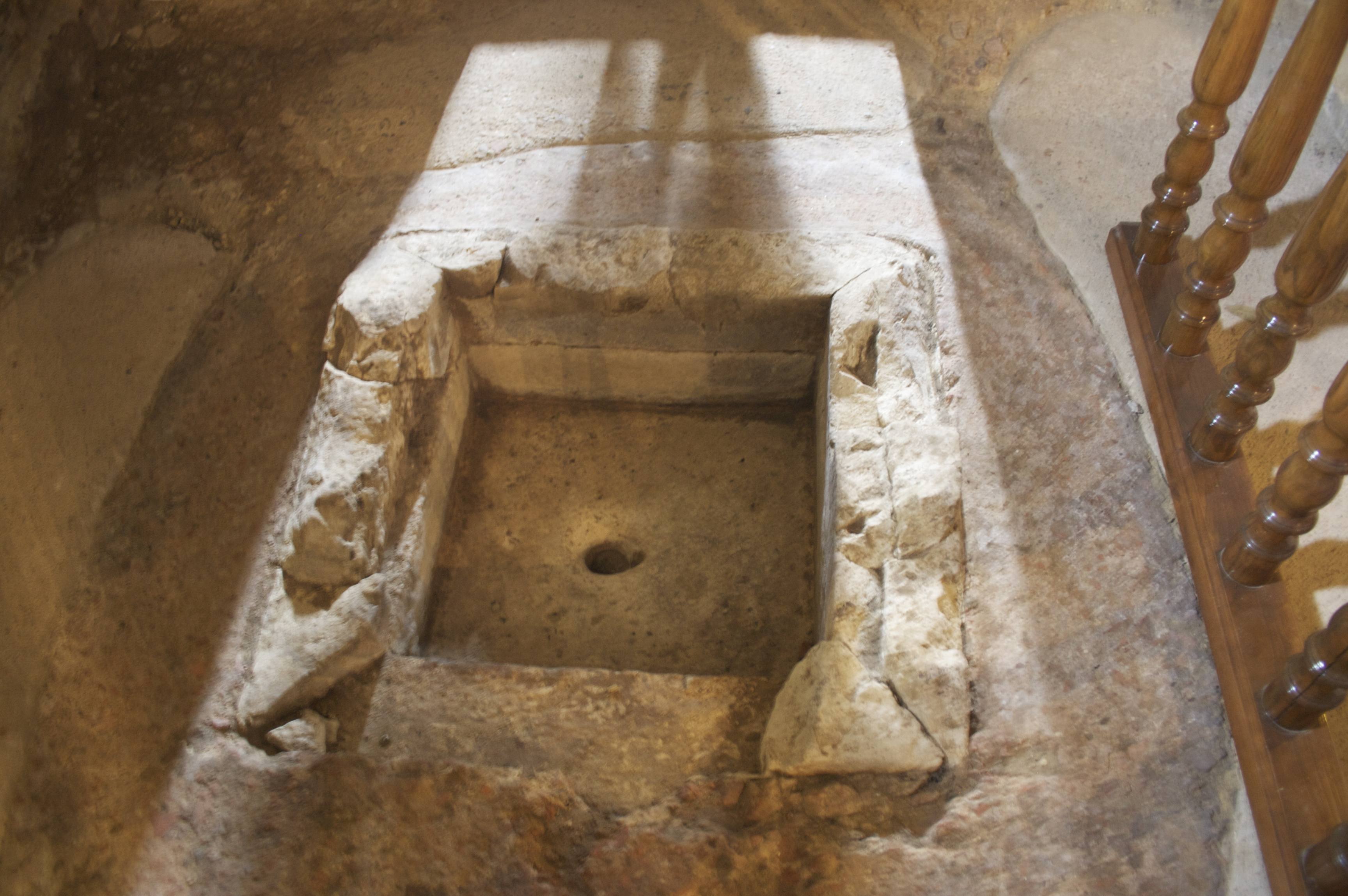
Taufpiscina

Im südlichen Seitenschiff wurde im opus-signinum-Boden eine Taufpiscina mit Abfluss entdeckt. Sie ist mit den Seitenlängen 56,5 cm und 61,5 cm fast quadratisch und hat eine Tiefe von 26,5 cm. Bei der Taufzeremonie stand der Täufling in der Vertiefung und wurde mit Wasser übergossen.

## Ausstattung

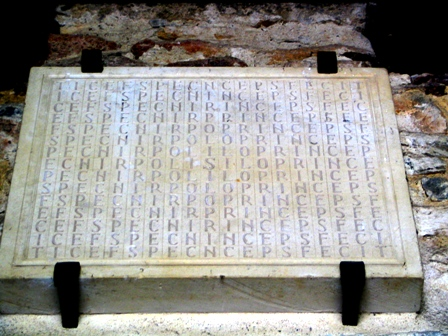
Rekonstruktion der Inschrifttafel mit Kreuzwortlabyrinth

Bei Renovierungsarbeiten im Jahr 1894 entdeckte man in der Stirnwand der Apsis den aus der Entstehungszeit der Kirche stammenden Altar mit Mensa und Stipes sowie Fragmente der Chorschranken (canceles). Vor Ort sind Kopien zu sehen. Erhalten ist ein Kalksteinfragment mit Stifterinschrift, die als Kreuzwortlabyrinth gestaltet ist und die aus den Worten besteht: „Silo Princeps Fecit“ (König Silo hat es gemacht). Im Lapidarium der Sakristei werden weitere Fragmente mit Gründungsinschriften aufbewahrt. Auf den Fragmenten eines dreibogigen Fenstersturzes fand sich eine Inschrift mit dem Hinweis auf die Johannesweihe der Kirche, deren Übersetzung lautet: Zu Ehren des Apostels und Evangelisten Johannes ist dieses Haus erbaut worden.